# Cystogomphus humblotii
Cystogomphus humblotii — вид грибів, що належить до монотипового роду  Cystogomphus.